# نویز (الکترونیک)
نویز (به انگلیسی: Noise) در الکترونیک به سیگنال‌های تصادفی و نامطلوب می‌گویند که با سیگنال اصلی جمع‌شده و آن را از شکل اصلی خارج می‌کند. نویز بسته به منبع خود دارای انواع مختلف است. از آن جمله می‌توان به نویز حرارتی اشاره کرد.